# Владыкино (Москва)
Влады́кино — село, располагавшееся к северу от Москвы и ныне вошедшее в её состав. Было известно по письменным источникам как минимум с 1551 года как Вельяминово, принадлежавшее царскому роду Шуйских. Сейчас входит в состав московского района Отрадное.
Село Владыкино располагалось в окружении лесов на обоих берегах реки Лихоборки, на которой располагался Богоявленский пруд. Оно граничило с крупными населенными пунктами: на севере — с селом Бибирево, на востоке — с селом Медведково, на западе — с селом Петровское, на юге — с селом Марфино.

## История
Некоторое время в 1620-х годах Вельяминовым (прежнее название села) владел князь Дмитрий Пожарский. По возвращении из польского плена Ивана Шуйского, ставшего начальником Сыскного приказа, село было возвращено ему. Шуйский повелел построить в Вельяминове деревянную церковь Рождества Богородицы, перестроенную в камне в 1859 году. Храм никогда не закрывался.
По смерти Шуйского, не оставившего наследников, село перешло московскому Богоявленскому монастырю, а в 1653 года — патриарху Никону, вследствие чего село с того времени стало называться «Владыкино».
19 мая 1690 года Владыкино посетил царь Пётр Алексеевич и вместе с патриархом Адрианом молились за литургией в храме.
В 1722 году Владыкино находилось в ведении архиепископа Псковского и Новгородского Феофана Прокоповича. В 1728 году в селе открылась пивоварня, и производство барометров. После смерти Феофана Прокоповича в 1736 году Владыкино вплоть до революции перешло под опеку государственной казны.
С конца XIX века на территории села Владыкино находилась усадьба-имение Петровской сельскохозяйственной академии, которая сдавала земли московским дачникам. В 1860—1870 х годах по соседству с селом Владыкино вырос дачный поселок Новое Владыкино, где среди первых дачников была и семья будущей знаменитой драматической актрисы М. Н. Ермоловой. Ермоловы жили здесь летом с 1869 года. На кладбище возле церкви Рождества Богородицы похоронили её родителей, сестёр, а в 1928 году по завещанию и Марию Николаевну Ермолову. Впоследствии, прах Ермоловой перенесли на Новодевичье. В 1867 году на кладбище был похоронен известный лесовод В. Е. Графф. В 1969 году при строительстве Алтуфьевского путепровода кладбище было частично уничтожено.
В 1908 году была открыта окружная железная дорога и одноимённая грузо-пассажирская станция, и село разделилось на Новое Владыкино и Старое Владыкино.
Во время Первой мировой войны здесь располагался лагерь для военнопленных.
Позже неподалёку от села, на северном берегу Лихоборки располагалось учебное хозяйство и совхоз сельскохозяйственной академии имени К. А. Тимирязева «Отрадное», имя которого носит сейчас район Москвы, в который вошло в итоге Владыкино.
Последние деревянные частные дома бывшего села Владыкино, расположенные в начале Алтуфьевского шоссе на его нечётной стороне, были снесены (часть из них сгорела) в 1980 году, а на их месте были построены 12-этажные и 16-этажные панельные дома семейного общежития ГУВД Москвы. О несуществующем селе и его исчезнувших улицах напоминали лишь автобусные остановки «Нововладыкино» и «Вычегодская улица», которые лишь в конце 1980-х годов были переименованы, соответственно в «Гостиница «Восход» и «Алтуфьевское шоссе, 12»

## Известные люди, связанные с Владыкиным
- Любшин, Станислав Андреевич (1933) — советский и российский актёр, родился во Владыкино
- Матрона Анемнясевская
- Ермолова, Мария Николаевна